# Basilique Saint-Patrick de Montréal
Pour les articles homonymes, voir Basilique Saint-Patrick.
La basilique Saint-Patrick de Montréal est une basilique mineure catholique romaine à Montréal, dans la province canadienne de Québec.
L'église est située au 460 boulevard René-Lévesque Ouest, dans l'arrondissement de Ville-Marie, au coin de la rue Saint-Alexandre. Elle est accessible par les stations de métro Square-Victoria et Place-des-Arts.

## Histoire
L'église est connue pour ses liens historiques à la communauté canadienne-irlandaise. Les catholiques de langue anglaise se sont rassemblés pour la première fois à la chapelle Notre-Dame-de-Bon-Secours au Vieux-Montréal en 1817. Le nombre de paroissiens irlandais s'est beaucoup accru lors de l'arrivée massive d'immigrants dans les années 1830 et 1840. Leur lieu de culte fut transféré à l'église des Récollets en 1830, mais en 1841 ils étaient 6 500 et ils ne pouvaient plus y être accommodés.
Le site de l'église Saint-Patrick fut acheté et la construction du bâtiment commença en 1843 ; ce lieu était alors vers l'extérieur de la ville, sur une côte près des maisons des paroissiens. La première messe fut célébrée à l'intérieur de l'église le jour de la fête de la Saint-Patrick, le 17 mars 1847. 
C'est dans cette église que le poète Émile Nelligan a été baptisé, le 25 décembre 1879.
Le gouvernement du Québec a désigné l'église comme un monument historique en décembre 1985. Elle a également été désignée comme un lieu historique national du Canada en 1990 par le gouvernement canadien.
Lors de la Saint-Patrick de 1989, l'église fut élevée au rang de basilique mineure par Jean-Paul II, à la suite d'une demande par le cardinal Paul Grégoire, archevêque de Montréal.

## Architecture

Vue panoramique à 360° de l'intérieur de la basilique Saint-Patrick de Montréal

Ce bâtiment de style néogothique, construit par Pierre-Louis Morin et le père Félix Martin, mesure 71 mètres de long et 32 mètres de large ; son sommet atteint une hauteur de 69 mètres. Cette église est une belle représentante de ce style au Canada.
L'église comporte des éléments architecturaux intéressants comme 150 portraits de saints à la peinture à l'huile dans le lambris d'appui gothique entourant la nef.
L'église est connue pour ses carillons de Saint-Patrick, ses dix cloches, dont la plus ancienne, appelée Charlotte, fut installée en 1774 et utilisée dans l'ancienne église Notre-Dame. Le système à cloches fut restauré en 1989. L'orgue fut installé en 1852 et il a été reconstruit plusieurs fois. En 1972, il fut combiné avec l'orgue de l'église Saint-Antoine, qui avait été démolie.
À l'intérieur de l'église, il y a des monuments à la mémoire de deux célèbres paroissiens. Le banc 240, utilisé par Thomas D'Arcy McGee, un homme d'État et un père de la confédération assassiné en 1868, est marqué en son honneur. À l'arrière de l'église, une plaque commémore  le baptême du poète Émile Nelligan.

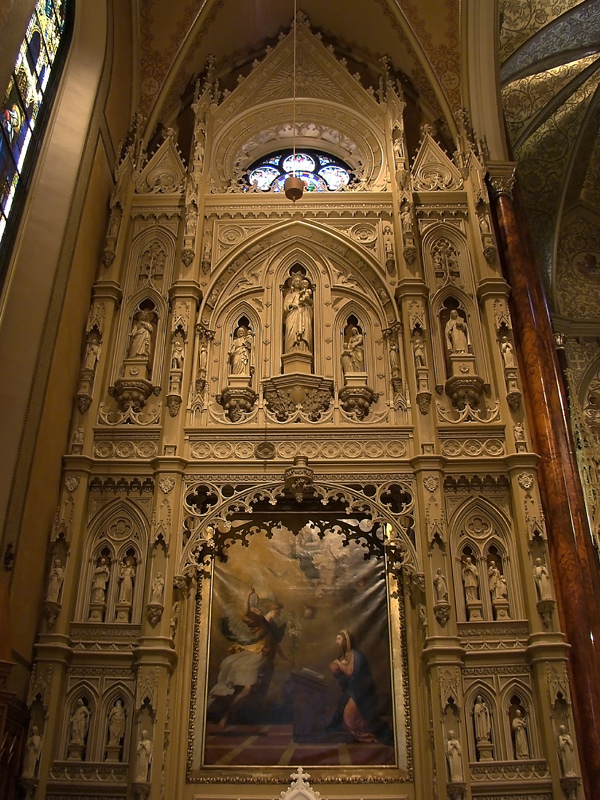
Chapelle côté sud.
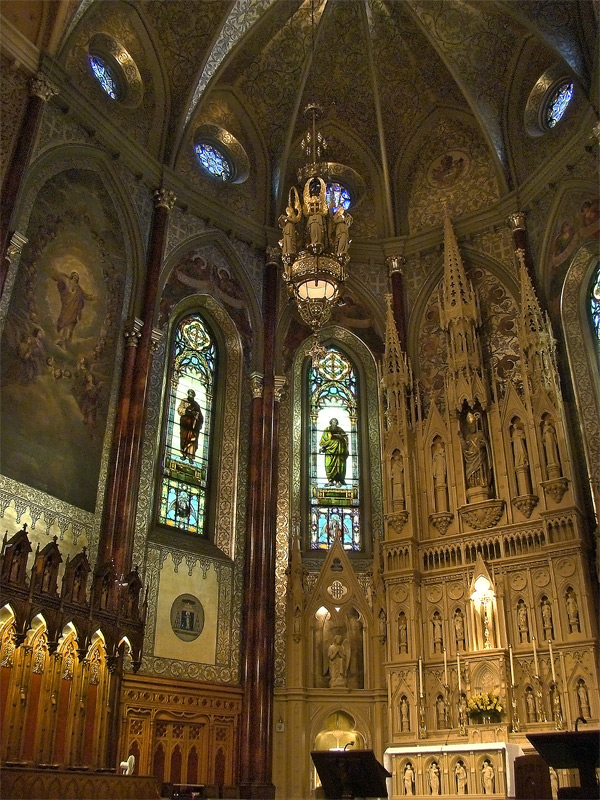
Le sanctuaire.
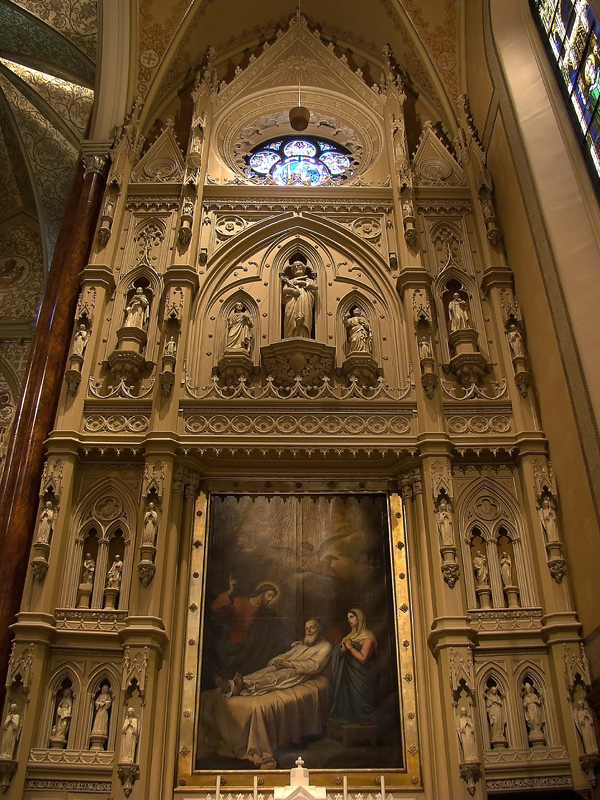
Chapelle côté nord.
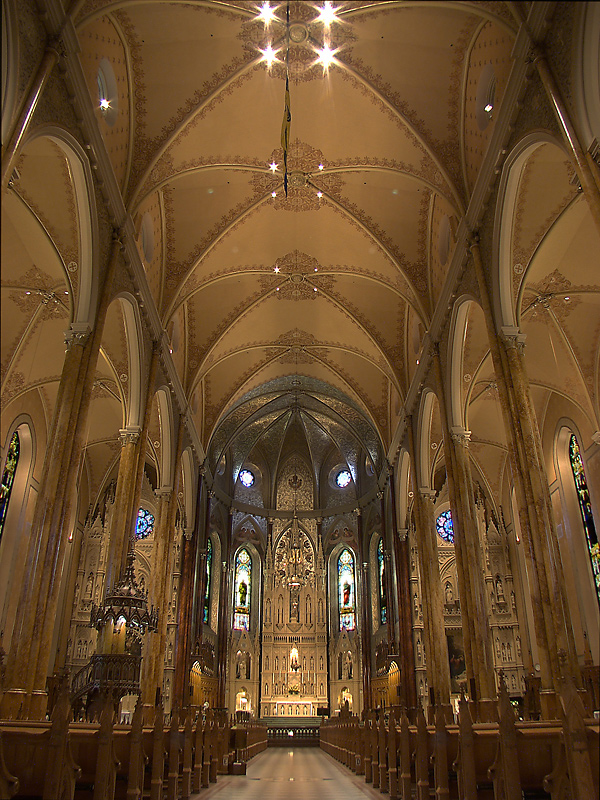
La nef.
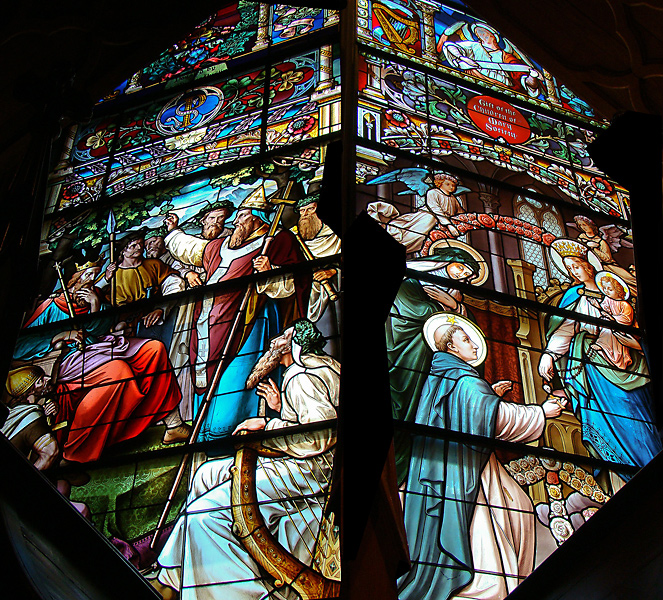
Deux vitraux